# 胞管腎綱
胞管腎綱（學名：Secernentea），又名側尾腺綱或尾感器綱，是线虫动物门之下的一個重要的綱。

## 分類
胞管腎綱之下的綱目計有：
- 双胃亚纲 Diplogasteria：亦作雙胃線蟲亞綱，可能與Rhabditia為並系群[1]
  - 雙胃目 Diplogasterida
- 小桿亞綱 Rhabditia：可能為並系群[1]
  - 小桿目 Rhabditda：秀麗隱桿線蟲
  - 圓線蟲目 Strongylida：亦作园线目，例如：廣東住血線蟲
- 旋尾亚纲 Spiruria
  - 蛔目 Ascaridida：海獸胃線蟲
  - 驼形目 Camallanida：有時被歸入旋尾目
  - 蚓線目 Drilonematida：有時被歸入旋尾目
  - 尖尾目 Oxyurida：蟯蟲
  - Rhigonematida目：舊屬墊刃亚纲
  - 旋尾目 Spirurida：麦地那龙线虫
- 墊刃亚纲 Tylenchia：可能與Rhabditia為並系群[1]，其下兩個目的分類單元在2011年合併成為墊刃下目（Tylenchomorpha） 
  - 滑刃目 Aphelenchida
  - 墊刃目 Tylenchida